# Leucania vinosa
Leucania vinosa är en fjärilsart som beskrevs av Gustaaf Hulstaert 1923. Leucania vinosa ingår i släktet Leucania och familjen nattflyn. Inga underarter finns listade i Catalogue of Life.